# Sigge Swensson
Sigge Eugén Swensson, född 20 december 1880 i Torslanda församling, Göteborgs och Bohus län, död 22 januari 1971 i Brännkyrka församling, Stockholms län, var en svensk präst och författare. Han var bror till arkitekten Ragnar Ossian och konstnären Fritiof Swensson.
Swensson var son till folkskolläraren Amandus Swensson och Eva Sofia Wessberg.  Efter studentexamen i Göteborg 1899 avlade han teologisk-filosofisk examen 1900, teoretisk-teologisk examen 1903, praktisk teologisk examen 1904 och prästvigdes för Härnösands stift 1904. Han blev pastorsadjunkt i Bergs församling 1904, i Sköns församling 1904, vice pastor i Indals församling 1907, komminister i Anundsjö församling 1910, pastorsadjunkt i Katarina församling i Stockholm 1918, kateket där 1918, predikant vid Stockholms stads skyddshem vid Skrubba från 1918 och komminister i Brännkyrka församling från 1925 till pensioneringen. Han var missionsombud för Härnösands stift 1914–18 och ledamot av Svenska Israelsmissionens styrelse från 1933.